# Czarnybród
Czarnybród – wieś w Polsce położona w województwie wielkopolskim, w powiecie konińskim, w gminie Grodziec.

## Historia
W odróżnieniu od okolicznych wsi olęderskich, Czarnybród lokowany był przez Prusaków w okresie 1796-1806. Zachowane są do dziś liczne zabudowania z lokalnego budulca – rudy darniowej. We wsi zlokalizowana jest wielopokoleniowy warsztat garncarski rodziny Dzieciątkowskich.
W latach 1975–1998 miejscowość administracyjnie należała do województwa konińskiego.